# Braunstone Town
Braunstone Town – miasto w Anglii, w hrabstwie Leicestershire, w dystrykcie Blaby. Leży 4 km na południowy zachód od centrum miasta Leicester i 143 km na północny zachód od Londynu.